# Bażyr
Bażyr (ros. Бажир) – wieś (sieło) w Rosji, w obwodzie irkuckim, w rejonie załarińskim. W 2010 liczyła 485 mieszkańców.